# Cycas calcicola
Cycas calcicola es una especie de Cycadopsida del género Cycas, de la familia Cycadaceae, del orden Cycadales.

## Distribución
Cycas calcicola se distribuye por Australia (Territorio del Norte).

## Taxonomía
Fue descrita científicamente por John Richard Maconochie. Fue publicado por primera vez en Journal of the Adelaide Botanic Gardens. 1(3): 175, fig. 1. en 1978.